# Росін Андрій Васильович
Андрій Васильович Росін (листопад 1873, Жовте, Верхньодніпровський повіт, Катеринославська губернія — ?) — голова Верхньодніпровської повітової управи (1917), член Всеросійських Установчих Зборів (1918).

## Біографія
Працював учителем, проживав у селі Куцеволівка Верхньодніпровського повіту.
Член Української партії соціалістів-революціонерів.
Наприкінці 1917 року обраний членом Всеросійських установчих зборів по Катеринославській виборчій окрузі за списком № 5 (Селянська спілка, Рада селянських депутатів, УПСР, УСДРП).
27 січня 1918 р. у власному домі в Куцеволівці зазнав нападу з боку невстановленого солдата.